# أورسولا هوف
أورسولا هوف (بالإنجليزية: Ursula Hoff)‏ هي مؤرخة الفن ومؤرخة أسترالية، ولدت في 26 ديسمبر 1909، وتوفيت في 10 يناير 2005.